# رجا الخالدي
رجا الخالدي هو اقتصادي فلسطيني بارز، يشغل منذ نوفمبر 2019 منصب المدير العام لمعهد أبحاث السياسات الاقتصادية الفلسطيني (ماس) في رام الله. يُعد من أبرز الخبراء في مجالات التنمية الاقتصادية والسياسات العامة في فلسطين وله مسيرة مهنية تمتد لأكثر من أربعة عقود في مؤسسات دولية ومحلية.

## النشأة والتعليم
وُلد رجا إسماعيل راغب الخالدي في 12 مارس 1956 في مدينة نيويورك لعائلة فلسطينية مقدسية. أمضى طفولته في بيروت حيث تلقى تعليمه الأساسي والثانوي في المدرسة العالمية وأنهى الثانوية العامة عام 1974. حصل على درجة البكالوريوس في الاقتصاد من جامعة أكسفورد عام 1978 ثم نال درجة الماجستير في التنمية الاقتصادية من كلية الدراسات الشرقية والإفريقية (أس أوه أيه أس) بجامعة لندن عام 1981.

## المسيرة المهنية
بدأ الخالدي مسيرته المهنية في بيروت مع شركة "الفريق الدولي" بين عامي 1981 و1983. بعد اجتياح بيروت عام 1982 انتقل إلى جنيف وعمل باحثًا اقتصاديًا في مؤسسة "التعاون" لمدة عام. في عام 1985 انضم إلى مؤتمر الأمم المتحدة للتجارة والتنمية حيث عمل حتى عام 2013. خلال هذه الفترة شغل مناصب عدة منها منسق برنامج مساعدة الشعب الفلسطيني (2000-2006) ورئيس مكتب مدير شعبة العولمة واستراتيجيات التنمية حيث قاد استجابة الأونكتاد للأزمة المالية العالمية ومشاركتها في اجتماعات مجموعة العشرين.
بعد عودته إلى فلسطين عمل كمنسق للبحوث في معهد "ماس" بين عامي 2016 و2019 ثم تولى منصب المدير العام للمعهد. كما شغل عضوية مجلس أمناء المعهد بين عامي 2007 و2013 وكان عضوًا استشاريًا في مؤسسة التعاون وعضوًا مؤسسًا لصندوق إغاثة الأسرة في فلسطين بجنيف.

### منصب مدير معهد ماس
بعد تقاعده من الأمم المتحدة عاد إلى فلسطين وانضم إلى معهد ماس كباحث أول ومنسق بحثي، ثم أصبح مديرًا عامًا للمعهد عام 2019 خلفًا للدكتور ناصر عبد الكريم.

### الإنتاج الفكري والمقالات
نشر الخالدي عشرات الأبحاث والمقالات المؤثرة حول الاقتصاد الفلسطيني ومنها:
- "العودة إلى الاقتصاد العربي في فلسطين"[4]
- "إحياء السلطة الفلسطينية أم إقامة دولة فلسطين؟"[4]
- "الدمار المالي لفلسطين"[5]

أجرى رجا الخالدي عدة مقابلات إعلامية منها حوار مع موقع "صفر" بعنوان "نحن أمام تداعيات بنيوية وتغيير شامل"، تحدث فيه عن التحديات الاقتصادية والهيكلية في فلسطين.
يشارك الخالدي في مؤسسات فكرية وبحثية دولية وهو عضو ناشط في ورش عمل ومؤتمرات تهتم بالقضية الفلسطينية وتطوير اقتصادها منها ورشة الدراسات الفلسطينية في القرن 21 التي نظمها مركز الدراسات الفلسطينية.